# Marcelo Cândido da Silva
Marcelo Cândido da Silva bzw. Marcelo Cândido ist ein brasilianischer Historiker.
Cândido studierte Geschichtswissenschaften an der Universidade Federal de Minas Gerais; 2002 promovierte er an der Université de Lyon mit einer Arbeit über Clovis. Er ist heute Professor an der Fakultät für Philosophie, Literatur und Humanwissenschaften der Universität von São Paulo.
Er veröffentlichte viele Werke und Artikel zur Mittelaltergeschichte.